# Сусвиль
Сусвиль (фр. Sousville) — коммуна во Франции, находится в регионе Рона — Альпы. Департамент коммуны — Изер. Входит в состав кантона Матезин-Триев. Округ коммуны — Гренобль.
Код INSEE коммуны — 38497. Население коммуны на 1999 год составляло 124 человек. Населённый пункт находится на высоте от 560  до 942  метров над уровнем моря. Муниципалитет расположен на расстоянии около 520 км юго-восточнее Парижа, 125 км юго-восточнее Лиона, 32 км южнее Гренобля. Мэр коммуны — Maxime Vial, мандат действует на протяжении 2001—2008 гг.
Динамика населения (INSEE):